# Heber (Californie)
Heber est une census-designated place du comté d'Imperial, dans l'État de Californie, aux États-Unis,. En 2020, elle compte une population de 6 896 habitants.